# Erythroxylum buxifolium
Erythroxylum buxifolium là một loài thực vật có hoa trong họ Erythroxylaceae. Loài này được Lam. mô tả khoa học đầu tiên năm 1786.